# Cratere Euphemus
Euphemus è un cratere sulla superficie di Febe.